# Награда Југ Гризељ
Награда Југ Гризељ је била годишње признање које се додељивало за достигнућа у истраживачком новинарству у служби развијања пријатељства међу људима и уклањања граница међу народима. Награда је названа по југословенском новинару Југу Гризељу и додељивала се од 1991. до 2015. године.

## Списак добитника[2]
- 1991 — Лила Радоњић, новинарка НТВ Студио Б
- 1992 — Жељко Вуковић, дописник листа Борба из Сарајева
- 1993 — Предраг Кораксић, карикатуриста недељника Време
- 1994 —  Гордана Логар и редакција листа Наша Борба
- 1995 — Бојана Лекић и Светлана Лукић, Радио Б92
- 1996 — Стојан Церовић, колумниста недељника Време
- 1997 — Новинска агенција Бета
- 1998 — Радио Бајина Башта, Радио Панчево и Радио Бум 93
- 1999 — Теофил Панчић, колумниста недељника Време[3]
- 2000 — Омер Карабег, новинар Радија Слободна Европа[4]
- 2001 — Ненад Љ. Стефановић, новинар недељника Време[5]
- 2002 — Иван Торов, новинар дневних листова Данас и Политика[6]
- 2003 — Антонела Риха, новинарка Радија Б92[7][8]
- 2004 — Милош Васић, новинар недељника Време[9]
- 2005 — није додељена
- 2006 — Филип Шварм, новинар и уредник недељника Време, за документарни серијал Јединица[10]
- 2007 — Вукашин Обрадовић, оснивач и уредник недељника Новине Врањске
- 2008 — Димитрије Боаров, новинар недељника Време[11]
- 2009 — Бранкица Станковић, за емисију Инсајдер на ТВ Б92
- 2010 — Боро Контић, публициста из Сарајева
- 2011 — Драго Хедл, новинар и публициста из Осијека
- 2012 — Стеван Дојчиновић, новинар и уредник Центра за истраживачко новинарство Србије (ЦИНС)
- 2013 — Оља Бећковић, ауторка емисије Утисак недеље[12]
- 2014 — Балканска истраживачка мрежа (БИРН)[13]
- 2015 — Тамара Скроза, новинарка недељника Време[14][15]